# Cubiculaire
Le cubiculaire ou koubikoularios (en grec κουβικουλάριος ; en latin cubicularius) est un titre utilisé pour désigner les eunuques chambellans du palais impérial à la fin de l'Empire romain et sous l'Empire byzantin. La version féminine, utilisée pour les dames de compagnie de l'impératrice, est koubikoularia (κουβικουλαρία).

## Histoire
Le terme vient de leur service au sein du sacrum cubiculum, la chambre sacrée de l'empereur. À la fin de la période romaine, les cubicularii ou koubikoularioi sont nombreux : selon Jean Malalas, la cour de l'impératrice Théodora compte 4 000 patrikioi et koubikoularioi. Ils sont placés sous le commandement du praepositus sacri cubiculi et du primicerius sacri cubiculi, tandis que les autres servants du palais sont dirigés par le castrensis sacri palati ou le magister officiorum. Enfin, il existe aussi un titre spécial de cubicularii / koubikoularioi pour l'impératrice (incluant parfois les koubikoulariai) et cet office est aussi mis en place par l'Église romaine, probablement par le pape Léon Ier.
Dans l'église catholique le terme désignait également un jeune enfant qui était attaché à la chambre pontificale:« Le chef des diacres (...) avait dans ses attributions la surveillance des cubiculaires, jeunes enfants attachés à la chambre pontificale, parmi lesquels on recrutait les lecteurs et les petits chanteurs » 
Dans l'Empire byzantin, ils jouent un rôle important, détenant les hautes fonctions palatines de parakoimōmenos ou d’epi tēs trapezēs, et occupant des postes dans les départements financiers centraux, ou comme des administrateurs provinciaux, voire comme des généraux. Progressivement, aux VIIe et VIIIe siècles, les eunuques de la chambre de l'empereur ([βασιλικὸς] κοιτῶν, [basilikos] koitōn) sont séparés des autres koubikoularioi et, distingués par l'appellation koitōnitai (κοιτωνῖται), passent sous l'autorité des parakoimōmenoi. À la même époque, la garde-robe impériale (basilikon vestiarion) et ses fonctionnaires constituent également un département distinct sous le prōtovestiarios,. Les autres deviennent alors les « koubikoularioi du kouboukleion » (κουβικουλάριοι τοῦ κουβουκλείου), sous l'autorité du praipositos (πραιπόσιτος τοῦ εὐσεβεστάτου κοιτῶνος, praipositos tou eusebestatou koitōnos), avec le primicerius (πριμηκήριος τοῦ κουβουκλείου, primikērios tou kouboukleiou) en tant qu'assistant principal. Le titre disparaît, mais on ne sait pas trop bien quand : Nicolas Oikonomidès penche pour la seconde moitié du XIe siècle, mais Rodolphe Guilland plaide pour le début du XIIIe siècle.
Selon le Klētorologion de 899, le rang de koubikoularios est le second en ordre croissant pour les eunuques, venant après celui de spatharokoubikoularios et après celui de nipsistiarios. Toujours selon le Klētorologion, ses insignia sont le kamision (une cape semblable à la paenula) bordé de pourpre, et un paragaudion (tunique).